# Jakabffy Elemér
Jakabffy Elemér (Lugos, 1881. május 17. – Szatmárnémeti, 1963. május 19.) magyarországi, majd 1920 után romániai magyar politikus, jogász, publicista, a Magyar Tudományos Akadémia külső tagja (1938). Legismertebb írói álneve Hagepian volt, utalásul arra az örmény nemesi családra, amelyből származott.
.

## Családja, iskolái
Az erdélyi örmény nemesi Jakabfi (Hágopsáján) család leszármazottja.   A család 1760-ban kapott nemesi címet. 
1903-ban a Budapesti Tudományegyetemen szerzett államtudományi, majd 1905-ben jogtudományi doktori oklevelet. Ügyvédi vizsgáját 1908-ban tette le, ezt követően nyitotta meg 1919-ig működő ügyvédi irodáját Lugoson. 

## Életútja
1910 és 1918 között a Nemzeti Munkapárt színeiben a németboksáni választókerület országgyűlési képviselője volt.
Erdély 1920. évi Romániához való csatolását követően szülőföldjén maradt, ahol élénk politikai, publicisztikai és lapszerkesztői tevékenységet fejtett ki. 1922-től 1938-ig az Országos Magyar Párt (OMP) alelnöke, 1928-tól a bukaresti országgyűlés Bihar, majd 1931-től Szatmár megyei képviselője volt. II. Károly diktatórikus uralmának bevezetésekor és az OMP betiltásakor, 1938-ban megtagadta a belépést a Romániai Magyar Népközösségbe (RMN) és visszavonult a politikai élettől. 1943-tól korábbi döntése dacára tevékenyen részt vett az RMN munkájában. 1944 augusztusában Bukarestbe internálták mint „nemzetiségi túszt”, fogvatartásával a román kormány az Észak-Erdélyben rekedt Emil Hațieganu biztonságát kívánta kikényszeríteni.
Végül Jakabffy csak nyolc hónap elteltével, 1945 áprilisában szabadult ki, kényszerlakhelyéül a hatóságok Hátszeget jelölték ki. 1945-ben a Romániai Magyar Dolgozók Egyesülete hívta tagjai sorába, de megrendült egészségi állapotára hivatkozva a felkérést visszautasította. Hátszeget 1954-ben hagyhatta el, ezt követően Szatmárnémetiben telepedett le, s hátra lévő éveit itt élte le visszavonultságban.

## Munkássága
Az 1910-es évek végétől kifejtett közírói tevékenysége az erdélyi nemzetiségi viszonyokra és népesedéstörténetre, majd 1920 után az erdélyi magyarság kisebbségi, demográfiai, politikai és társadalmi helyzetére irányult. Politikusként is a romániai magyarság jogaiért és helyzetük javításáért harcolt, 1925 és 1935 közötti diplomáciai útjain több ízben képviselte az erdélyi magyarságot a Népszövetség Genfben megrendezett kisebbségügyi kongresszusain.
1922-től 1942-ig a Magyar Kisebbség című folyóirat alapító szerkesztőjeként tevékenykedett, emellett 1923-tól a kisebbségpolitikai szemle román (Glasul Minorităților), 1926-tól német (Die Stimme der Minderheiten) és francia (La Voix des Minorités) nyelvű változatait is szerkesztette. Behatóan foglalkozott a Bánság, azon belül főként Krassó-Szörény megye történetével.

## Társasági tagságai és elismerései
1938-ban a Magyar Tudományos Akadémia külső tagjává választották, amelytől az 1960-os akadémiai tagrevízió során indoklás vagy magyarázat nélkül megfosztották. 2023-ban egy szatmárnémeti konferencia résztvevői, Bodó Barna kezdeményezésére, levelet írtak az MTA elnökének, kérve Jakabffy Elemér akadémiai tagságának visszaállítását. A levélre azt a választ kapták, hogy az MTA elnökségének 39/1989-es belső határozatával „érvénytelenítette az egyes tiszteleti tagok kizárására vonatkozó korábbi határozatokat, köztük Jakabffy Elemér akadémiai tagságának meg nem erősítését is.” A határozat belső volta miatt nem vált közismerté a határozat, hogy Jakabffy Elemér visszanyerte akadémiai tagságát már 1989-ben.

## Főbb művei
- A románok hazánkban és a Román Királyságban. Budapest, 1918
- Régi krassóiak. Lugos, 1919
- Naplóm az 1918. évi forradalom eseményeiről. Lugos, 1920
- Erdély statisztikája. Lugos, 1923
- Adatok a magyarországi románság történetéhez. Lugos, 1927
- A bánsági magyarság húsz éve Romániában. Budapest, 1939
- Krassó-Szörény vármegye története, különös tekintettel a nemzetiségi kérdésre. Lugos, 1940
- Kisebbségi sorskérdések (vál.: Balázs Sándor) Kolozsvár, 2005